# Stanley Bruce
Stanley Melbourne Bruce, Tử tước Bruce thứ 1 xứ Melbourne, CH, MC, FRS, PC (15 tháng 4 năm 1883–25 tháng 8 năm 1967), là một nhà chính trị và một nhà ngoại giao Australia, thủ tướng thứ 8 của Australia. Ông sinh ra tại Melbourne, nơi cha ông là một nhà kinh doanh gốc Scotland xuất chúng. Ông học tại Glamorgan (ngày nay là một phần của Trường PTTH Geelongl), Trường PTTH Melbourne, và sau đó là Đại học Cambridge. Sau khi tốt nghiệp, ông học luật tại Luân Đông và đa được gia nhập hội luật sư năm 1907. Ông đã hành nghề luật tại Luân Đông và cũng quản lý một văn phòng kinh doanh nhập khẩu của cha mình. Khi Chiến tranh thế giới thứ hai bùng nổ, ông đã gia nhập Quân đội Anh, và đã được giao nhiệm vụ đến Trung đoàn Worcestershire, được chuyển qua Hỏa mai Hoàng gia. Năm 1917, ông đã bị thương nặng ở Pháp, và đã được tặng các huy hiệu Military Cross và Croix de Guerre.